# Adam Tarnowski (minister)

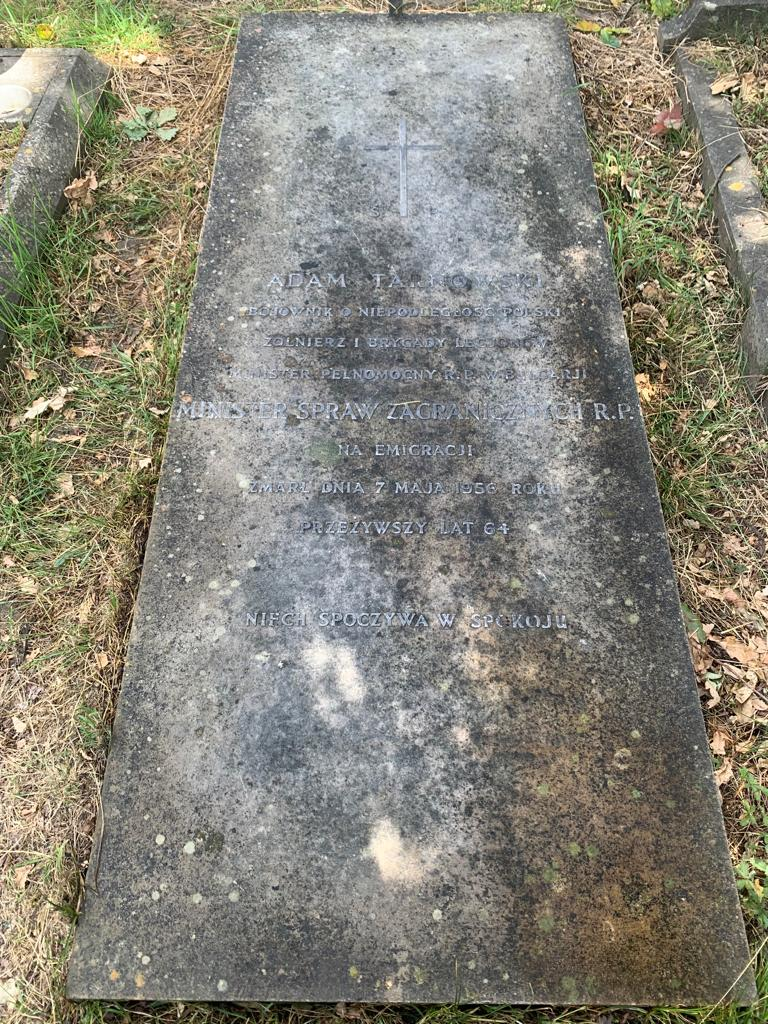
Grób Adama Tarnowskiego w Crystal Palace District Cemetery

Adam Tarnowski (ur. 2 marca 1892 w Jakubowie, zm. 9 maja 1956 w Dartford) – polski dyplomata, minister spraw zagranicznych w rządzie Tomasza Arciszewskiego.

## Życiorys
Syn Ludwika Tarnowskiego i Heleny z Rudnickich. Uzyskał magisterium na Wydziale Prawa Uniwersytetu Warszawskiego i licencjat z nauk politycznych w Szkole Nauk Politycznych w Paryżu. Od września 1914 do października 1915 służył w Legionach. 1917/1918 był nauczycielem łaciny w gimnazjum w Warszawie.

### W MSZ w międzywojniu
Od 15 stycznia 1919 pracował w MSZ: do września 1919 jako referent w Departamencie Litewsko-Białoruskim MSZ, do czerwca 1923 Departamencie Polityczno-Ekonomicznym, w tym czasie równocześnie od 6 sierpnia do 6 września 1920 był członkiem delegacji na konferencję państw bałtyckich w Bulduri pod Rygą, od 6 sierpnia 1922 był sekretarzem w Sekretariacie Ministra Spraw Zagranicznych Gabriela Narutowicza. 1 października 1922 został mianowany II sekretarzem z tytułem I sekretarza poselstwa, a 1 marca 1923 starszym referentem z tytułem I sekretarza legacyjnego w Departamencie Politycznym. Od 1 sierpnia 1923 był I sekretarzem legacyjnym w Poselstwie RP w Paryżu, a od 1 października 1923 w Departamencie Dyplomatycznym, od 16 lutego do 31 października 1924 był I sekretarzem legacyjnym w Poselstwie RP w Moskwie, od 26 października 1925 radcą ministerstwa, od 1 stycznia 1927 naczelnikiem Wydziału Organizacji Międzynarodowych w departamencie Polityczno-Ekonomicznym, od 1 czerwca 1930 do 2 marca 1941 był Posłem Nadzwyczajnym i Ministrem Pełnomocnym w Sofii. Członek Wielkiej Loży Narodowej „Kopernik”.

### W MSZ na uchodźstwie
Do 2 marca 1941 był posłem w Sofii, następnie do 1 września 1941 był sekretarzem generalnym MSZ w Londynie. Należał do przeciwników układu Sikorski-Majski, Od 1 października 1941 do 29 listopada 1944 posłem przy emigracyjnym rządzie Czechosłowacji, równocześnie od wiosny 1942 do wiosny 1944 był delegatem MSZ do Komisji ds. Informacji Gospodarczej działającej przy Ministerstwie Informacji i Dokumentacji. Na emigracji w Londynie zachorował na chorobę Parkinsona.

### Szef dyplomacji
Od 29 listopada 1944 do 10 lutego 1949 minister spraw zagranicznych w rządzie Tomasza Arciszewskiego (od 29 listopada 1944 do 2 lipca 1947), nie przynależący do żadnej partii. Jednak od początku urzędowania Tarnowskiego jako ministra rząd Churchilla unikał z nim kontaktów, preferując rozmowy z ambasadorem Edwardem Raczyńskim. Przewidując próbę sił między popieranym jeszcze przez aliantów Rządem RP na uchodźstwie, a popieranym przez ZSRR PKWN, a następnie Rządem Tymczasowym starał się o stosunki dyplomatyczne z jak największą liczbą państw. Po Jałcie, 18 lutego 1945 minister Tarnowski wręczył ambasadorowi brytyjskiemu Owenowi O’Malleyowi obszerną notę protestacyjną poszerzającą treść oświadczenia premiera Arciszewskiego i przypomnienie zobowiązań brytyjskich wobec Polski złamanych w Jałcie, rząd Churchilla nie widział jednak wówczas możliwości zmiany stosunku do Stalina. W lutym 1945 ustalono, że na konferencji założycielskiej ONZ w San Francisco od 25 kwietnia 1945 Polskę reprezentować będzie delegacja kierowana przez Adama Tarnowskiego z ministrem dokumentacji i informacji Adamem Pragierem i amb. Edwardem Raczyńskim jako członkami, jednak sprzeciwił się temu ZSRR, żądając by Polskę reprezentował kontrolowany przez Moskwę Rząd Tymczasowy, na to jednak nie zgodziły się Wielka Brytania i USA. 5 lipca 1945 po tym, jak Stanisław Mikołajczyk został wicepremierem i ministrem rolnictwa w rządzie Edwarda Osóbki-Morawskiego (Tymczasowy Rząd Jedności Narodowej), rząd brytyjski uznał ten rząd i co za tym idzie powiadomił ambasadora Edwarda Raczyńskiego o wycofaniu uznania dla Rządu RP w Londynie. Wobec utraty uznania międzynarodowego przez Rząd RP na uchodźstwie stanowisko zajmowane przez Tarnowskiego straciło dotychczasowe znaczenie. Po powołaniu rządu Tadeusza Komorowskiego, także w nim piastował stanowisko ministra spraw zagranicznych (od 2 lipca 1947 do 10 lutego 1949).

### Schyłek życia i rodzina
Po opuszczeniu urzędu pozostał na emigracji w Wielkiej Brytanii i był członkiem założycielem Instytutu Badań Spraw Międzynarodowych w Londynie. Zmarł w Dartford w Anglii i został pochowany w Crystal Palace District Cemetery przy Elmers End Road w Londynie. Pozostawił żonę z domu Günath i dwoje dzieci. Wbrew upowszechnionej opinii nie był synem Adama Tarnowskiego, posła Austro-Węgier w Sofii w latach 1911–1916.

## Ordery i odznaczenia
- Wielka Wstęga Orderu Odrodzenia Polski (pośmiertnie, 11 maja 1956)[10]
- Krzyż Oficerski Orderu Odrodzenia Polski (9 listoapda 1926)[11][12]
- Medal Dziesięciolecia Odzyskanej Niepodległości[1]
- Srebrny Medal za Długoletnią Służbę[1]
- Brązowy Medal za Długoletnią Służbę[1]

- Wielki Oficer Orderu Świętego Aleksandra (Bułgaria)[12][1]
- Wielki Oficer Orderu Korony Rumunii (Rumunia)[12][1][13]
- Wielki Oficer Orderu Legii Honorowej (Francja)[1][13]
- Komandor Orderu Legii Honorowej (Francja)[12][14]
- Komandor Orderu Lwa Białego (Czechosłowacja)[12][14]
- Oficer Orderu Gwiazdy Rumunii (Rumunia)[12][1]
- Krzyż Wielki Orderu Franciszka Józefa (Austro-Węgry)
- Krzyż Wojenny za Zasługi Cywilne I klasy (Austro-Węgry)
- Odznaka Honorowa Czerwonego Krzyża I klasy z dekoracją wojenną (Austro-Węgry)
- Medal Jubileuszowy Pamiątkowy Cywilny (Austro-Węgry)
- Krzyż Jubileuszowy Cywilny (Austro-Węgry)[15]

## Publikacje
- Adam Tarnowski, Two Polish attempts to bring about a Central-East European. A Lecture given by Adam Tarnowski at Polish Heart, Londyn, 19 października 1943.